# American Dad XXX: An Exquisite Films Parody
American Dad XXX: An Exquisite Films Parody ist eine US-amerikanische Porno-Parodie zu der Zeichentrickserie American Dad.

## Handlung
Steves 18. Geburtstag steht vor der Tür und Stan ist genervt, dass sein Sohn immer noch ein hoffnungsloser Nerd und sexuell unerfahren ist. So will er Steve dazu bringen, sexuelle Erfahrungen zu sammeln. In der Zwischenzeit wird Hayley Stripperin (mit Roger als „Managerin“), um Geld für ihre neueste Hippie-Unternehmung zu sammeln.

## Produktion und Veröffentlichung
Der Film wurde von Exquisite Films produziert und vermarktet. Erstmals veröffentlicht wurde der Film am 7. September 2011. Regie und das Drehbuch übernahm Jordan Septo.

## Nominierungen
| Preis     | Kategorie                 | Für                            | Resultat  |
| --------- | ------------------------- | ------------------------------ | --------- |
| AVN Award | Best Parody – Comedy      |                                | Nominiert |
| AVN Award | Most Outrageous Sex Scene | Anthony Rosano, Andy San Dimas | Nominiert |